# Convention de Nyírbátor
La convention de Nyirbator est un traité rédigé en 1549 par Ferdinand Ier et le moine György manifestant leur commun accord de lutte contre l'envahisseur turc et l'unité de fait de la Hongrie.

## Origines
L’équilibre de la Hongrie se désagrégea dans les années 1540. En 1546 les Turcs exigèrent la remise du château de Becskerek, pour assurer la liaison entre Belgrade et Szeged, prise en 1543. L’année suivante François Ier mourut et Charles Quint vainquit la ligue de Smalkade à Mühlberg, ce qui entraîna, le 18 juin 1547, une paix véritable entre les Habsbourg et le Sultan.
Mais les Habsbourg ne se sentait pas rassuré : l’affaire du château témoignait de la volonté toujours vive de conquête des turcs, Soliman refusait de traiter avec la régente Isabelle, femme de Jean Ier de Hongrie, et l'armée des Habsbourg était neutralisée par l'armée turque. La puissante famille, déchirée entre la Hongrie occidentale, couverte par les Habsbourg, et l'orientale, sous domination turque, envoya un message à Charles Quint « nulle paix n’est possible avec un ennemi qui non seulement veut … notre soumission mais porte atteinte à notre vie … Jusqu’à présent, il se contentait d’un impôt, mais maintenant il exige toujours plus de places fortes et cherche notre perte ».

## La convention
La peur incitèrent Isabelle à tenter de nouvelles négociations avec Ferdinand et le moine György à défier l’immobilisme des Habsbourg en Hongrie : il offrit à l'empereur le trône de Transylvanie. Ce qui pressa Isabelle à se déterminer rapidement sur l'avenir des Szapolyai.
Après un an de réflexion, Ferdinand se décide à défendre sa nouvelle province. En septembre 1549, il signe avec le moine, à Nyírbátor, la troisième convention sur l’union des deux Hongries, Isabelle et son fils recevant en compensation des domaines en Silésie, les principautés d’Oppeln et de Ratibor. György est nommé voïvode de Transylvanie.

## Conséquences
Si le traité assoit la suprématie du moine sur la Transylvanie, il entraîne des actes désespérés d'Isabelle qui s'accroche à son pouvoir dynastique. Elle le dénonce à Soliman l'empêche d'entrer à Gyulafehérvár en été 1550... Ce qui n'a guère d'effet sur la puissance du moine qui se permet de siéger la ville et de contrer une invasion turque. Soliman s'énerve et relance ses troupes dans la conquête.
Mais en 1550, lors de la Diète d'Empire à Augsbourg, Ferdinand Ier a une sérieuse altercation avec son frère aîné et l'espoir de la Hongrie de recevoir de l’aide de l’Empire s’évanouit. Le roi tente de proroger l’exécution de la convention de Nyírbátor, mais ses vassaux hongrois, qui vivent dans l’attente de la réunification, le contraignent à l’intervention.
C'est ainsi que durant 1551 l'Empire intervient et déclare la guerre à Soliman, prétextant la convention et l'hostilité flagrante des turcs. Conséquences : Isabelle est chassée, la Hongrie réunifiée et les turcs reculent, même s'ils ne sont pas définitivement battus, loin de là.